# Karol Pavlák
Karol Pavlák (* 6. června 1951) je bývalý slovenský fotbalista.

## Fotbalová kariéra
V československé lize hrál za Spartak Trnava. Nastoupil v 11 ligových utkáních. Dal 1 ligový gól. Mistr Československa 1973. Ve druhé nejvyšší soutěži hrál za SH Senica.

## Ligová bilance
| Ročník                                      | Zápasy | Góly | Klub           |
| ------------------------------------------- | ------ | ---- | -------------- |
| 1. československá fotbalová liga 1972/73    | 7      | 0    | Spartak Trnava |
| 1. československá fotbalová liga 1973/74    | 4      | 1    | Spartak Trnava |
| 1. slovenská národní fotbalová liga 1982/83 | 8      | 0    | SH Senica      |
| CELKEM                                      | 11     | 1    |                |